# Scleronephthya gracillimum
Scleronephthya gracillimum is een zachte koraalsoort uit de familie Nidaliidae. De koraalsoort komt uit het geslacht Scleronephthya. Scleronephthya gracillimum werd in 1906 voor het eerst wetenschappelijk beschreven door Kükenthal. 